# Howard W. Hunter
Howard William Hunter (ur. 14 listopada 1907 w Boise, Idaho, zm. 3 marca 1995 w Salt Lake City, Utah), amerykański duchowny Kościoła Jezusa Chrystusa Świętych w Dniach Ostatnich, czternasty prezydent i prorok tego Kościoła od czerwca 1994 do śmierci.

## Biografia
Przyjął chrzest w wieku 12 lat (jego ojciec nie był mormonem). W młodości działał w skautingu, dochodząc jako druga osoba w stanie Idaho do wysokiego stopnia Eagle Scout. Prowadził również amatorski zespół muzyczny Hunter Croonaders, który występował na parowcach.
W październiku 1959 został powołany do Rady Dwunastu Apostołów Kościoła Jezusa Chrystusa Świętych w Dniach Ostatnich. W kierownictwie Kościoła zajmował się m.in. negocjacjami w sprawie otwarcia Centrum Uniwersytetu Brighama Younga w Jerozolimie. Brał również udział w pracach nad dokumentem The Family: A Proclamation to the World, który został opublikowany już po jego śmierci we wrześniu 1995.
W 1985 tymczasowo przejął obowiązki przewodniczącego Rady Dwunastu Apostołów ze względu na zły stan zdrowia przewodniczącego Mariona Romneya. Po śmierci Romneya w 1988 został pełnoprawnym przewodniczącym Rady. W czasie pełnienia tej funkcji jego stan zdrowia uległ znacznemu pogorszeniu, przeszedł kilka ataków serca, chorował na nerki, po upadku w czasie publicznego wystąpienia doznał złamania żeber. Przeżył również przypuszczalną próbę zamachu na życie w lutym 1993. Pomimo tych dolegliwości i podeszłego wieku został wybrany na prezydenta Kościoła Jezusa Chrystusa Świętych Dni Ostatnich po śmierci Ezry Bensona w maju 1994.
Stał na czele Kościoła niespełna rok, najkrócej ze wszystkich prezydentów. Wiele uwagi poświęcał w tym czasie nowym świątyniom; 9 października 1994 poświęcił obiekt w Orlando (Floryda), krótko przed śmiercią asystował przy poświęceniu świątyni w Bountiful (Utah). Zmarł w wieku 87 lat. Jego następcą na czele Kościoła Jezusa Chrystusa Świętych Dni Ostatnich został Gordon B. Hinckley.
Był dwukrotnie żonaty – z Clarą May Jeffs, a po jej śmierci z Inis Stanton.